# Lutherska kyrkan i Australien
Lutherska kyrkan i Australien (engelska: Lutheran Church of Australia, LCA) är den största lutherska kyrkan i Australien och Nya Zeeland. Kyrkan bildades år 1966 genom att Evangelical Lutheran Church in Australia och United Evangelical Lutheran Church of Australia slogs samman. Till kyrkan hör 540 församlingar som har sammanlagt ungefär 30 026 medlemmar. LCA är associerad medlem så väl i International Lutheran Council som i Lutherska världsförbundet.